# Strukdorf
Strukdorf er en by og en kommune i det nordlige Tyskland, beliggende i Amt Trave-Land under Kreis Segeberg. Kreis Segeberg ligger i den sydøstlige del af delstaten Slesvig-Holsten.

## Geografi
Strukdorf ligger omkring 14 km øst for Bad Segeberg ved motorvejen A 20 (tidligere Bundesstraße B 206). Fra 1916 til 1967 havde Strukdorf station på jernbane mellem Lübeck og Bad Segeberg.